# Maksim Kovtoen
Maksim Pavlovitsj Kovtoen (Russisch: Максим Павлович Ковтун; Jekaterinenburg, 18 juni 1995) is een Russisch voormalig kunstschaatser. Kovtoen is vier keer Russisch kampioen geworden.

## Biografie

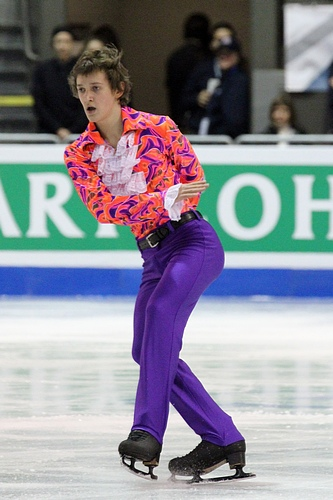
Kovtoen in 2011

Kovtoen werd op 18 juni 1995 geboren in de Russische stad Jekaterinenburg. Op vierjarige leeftijd begon hij met schaatsen. Toen hij tien jaar was, moest hij kiezen tussen ijshockey en kunstschaatsen. Net als zijn broers en vader koos hij voor kunstschaatsen. In het seizoen 2012/13, toen hij tevens goud won bij de Junior Grand Prix-finale, maakte hij definitief de overstap naar de senioren. De jaren erna behaalde hij top 5-posities bij de EK's en WK's, won hij de NK (2014-2016) en bemachtigde hij het zilver bij de EK's van 2015 en 2017 en brons op het EK van 2016. Kovtoen heeft nooit deelgenomen aan de Olympische Winterspelen, al zat hij er dicht bij.
Eind december 2013 won de 18-jarige Kovtoen de Russische kampioenschappen, voor de favoriet Jevgeni Pljoesjtsjenko. Doorgaans wordt in Rusland de nationaal kampioen afgevaardigd naar de Olympische Winterspelen. Maar na de EK waar Kovtoen vijfde werd - en Pljoesjtsjenko niet meedeed - gingen er stemmen op om toch de 31-jarige veteraan te sturen. Na een besloten (schaats)proeve mocht hij ten koste van Kovtoen deelnemen aan de olympische individuele wedstrijd in eigen land. Pljoesjtsjenko trok zich later om medische redenen echter terug, maar toen was het te laat voor de Russen om nog een vervanger aan te wijzen.
Kovtoen trok zich in maart 2019 terug van deelname aan de WK en stopte een maand later als kunstschaatser. Hij heeft een relatie met ritmisch gymnasiast Jevgenia Levanova.

## Persoonlijke records
Behaald tijdens ISU wedstrijden. 
|                     | punten | datum      | toernooi |
| ------------------- | ------ | ---------- | -------- |
| Hoogste totaalscore | 266.80 | 28-01-2017 | EK       |
| Hoogste korte kür   | 094.53 | 27-01-2017 | EK       |
| Hoogste lange kür   | 172.27 | 28-01-2017 | EK       |

## Belangrijke resultaten
| Kampioenschap            | 10/11 | 11/12 | 12/13 | 13/14         | 14/15         | 15/16         | 16/17         | 17/18         | 18/19         |
| ------------------------ | ----- | ----- | ----- | ------------- | ------------- | ------------- | ------------- | ------------- | ------------- |
| Olympische Spelen        |       |       |       | dnq.          |               |               |               |               |               |
| Wereldkampioenschap      |       |       | 17e   | 4e            | 7e            | 18e           | 11e           |               | t.z.t.        |
| Europees kampioenschap   |       |       | 5e    | 5e            | Zilver        | Brons         | Zilver        |               | 14e           |
| Grand Prix-finale        |       |       |       | 5e            | 4e            |               |               |               |               |
| Nationaal kampioenschap  | 11e   | 12e   | 5e    | Goud          | Goud          | Goud          | Brons         | t.z.t.        | Goud          |
| Junior Grand Prix-finale |       | 4e    | Goud  | geen deelname | geen deelname | geen deelname | geen deelname | geen deelname | geen deelname |
| NK junioren              | 5e    | Brons |       | geen deelname | geen deelname | geen deelname | geen deelname | geen deelname | geen deelname |

dnq. = niet gekwalificeerd
t.z.t. = trok zich terug